# 21. ceremonia wręczenia nagród Brytyjskiej Akademii Filmowej
21. ceremonia rozdania nagród Brytyjskiej Akademii Sztuk Filmowych i Telewizyjnych.
 Najwięcej statuetek otrzymał film Oto jest głowa zdrajcy (4).

## Laureaci
Laureaci oznaczeni są wytłuszczeniem

### Najlepszy film
- Oto jest głowa zdrajcy
- Bonnie i Clyde
- W upalną noc
- Kobieta i mężczyzna

### Najlepszy aktor
- Rod Steiger − W upalną noc
- Warren Beatty − Bonnie i Clyde
- Sidney Poitier − W upalną noc
- Orson Welles − Falstaff

### Najlepszy brytyjski aktor
- Paul Scofield − Oto jest głowa zdrajcy
- Dirk Bogarde − Wypadek
- James Mason − Śmiertelna sprawa
- Dirk Bogarde − Dom matki
- Richard Burton − Poskromienie złośnicy

### Najlepsza aktorka
- Anouk Aimee − Kobieta i mężczyzna
- Jane Fonda − Boso w parku
- Bibi Anderson − Persona
- Bibi Anderson − Moja siostra, moja miłość
- Simone Signoret − Śmiertelna sprawa

### Najlepsza brytyjska aktorka
- Edith Evans − Szepczące ściany
- Elizabeth Taylor − Poskromienie złośnicy
- Barbara Jefford − Ulysses

### Najlepszy brytyjski scenariusz
- Robert Bolt − Oto jest głowa zdrajcy

### Najlepszy brytyjski film
- Oto jest głowa zdrajcy
- Wypadek
- Powiększenie
- Śmiertelna sprawa